# Marco Minghetti
Marco Minghetti (8. listopadu 1818 Bologna – 10. prosince 1886 Řím) byl italský politik, dvakrát premiér Itálie (v letech 1863-1864 a 1873-1876).
Během pobytu v Paříži v mládí se setkal s italskými vlastenci v exilu, po návratu do vlasti studoval na Boloňské univerzitě. Během jara národů v roce 1848 byl členem revoluční vlády Římské republiky, ale brzy odstoupil, aby se mohl připojit k piemontsko-sardinské armádě bojující s Rakušany, a vrátil se pak do Říma. Po porážce revoluce pokračoval ve studiu a cestování.
V roce 1859 ho Cavour jmenoval generálním tajemníkem piemontského ministerstva zahraničí. Po úspěchu francouzsko-italské kampaně proti Rakousku byl předsedou osvobozenecké rady Romagny, v níž zůstal až do začlenění Romagny do království piemontsko-sardinského. Pak se stal ministrem vnitra rozšířené monarchie a v roce 1863 premiérem spojeného italského království. Jeho role v přenesení hlavního města z Turína do Florencie vzbudila všeobecný odpor z důvodu skrytého záměru rezignovat na Řím jako hlavní město sjednocené Itálie. To si vynutilo jeho rezignaci 23. září 1864. V roce 1869 byl ministrem zemědělství a v letech 1873-1876 znovu premiérem. Za jeho vlády došlo k postupnému politickému sbližování s Rakousko-Uherskem a Německem, což nakonec vedlo k vytvoření trojspolku (1882). Mimo to zaváděl reformy směřující k vytvoření vyrovnaného rozpočtu, ale zároveň nařizoval svévolná opatření proti politické opozici, což v březnu 1876 vedlo ke konečné ztrátě premiérského postu. Několik let pak působil jako představitel opozice proti levicovým vládám Agostina Depretisa a jeho nástupců.